# Classe Ticonderoga
A Classe Ticonderoga de cruzadores é uma classe de navios de guerra da Marinha dos Estados Unidos, construídos entre 1980 e 1994, e estando em operação desde 1983.

## Características
As embarcações da classe Ticonderoga foram desenvolvidas para ser uma das linhas de navios mais versáteis já construídos. Seu sistema de lançamento Mk. 41 VLS pode disparar mísseis de cruzeiro Tomahawk contra alvos estratégicos pré-determindados. O navio também possui capacidades de combate antiaéreo e anti-submarino.
Devido à sua ampla capacidade de combate, esses navios foram classificados como unidades Battle Force Capable (BFC). Seu armamento principal é o Sistema de Lançamento Vertical (VLS), que é capaz de empregar tanto o míssil de cruzeiro de longo alcance superfície-superfície BGM-109 Tomahawk quanto o míssil superfície-ar padrão. Como navios de guerra multi-missão são capazes de operações de combate sustentadas em qualquer combinação de ambientes de guerra antiaéreo, anti-aubmarino, anti-superfície e ataque.
Dos 27 navios completados, 19 foram construídos pela Ingalls Shipbuilding e outros 8 pela Bath Iron Works (BIW).

## Descomissionamentos
Os cinco primeiros navios da classe equipados com o sistema de lançamento de mísseis Mark-26, foram retirados de serviço. Em dezembro de 2020, o Relatório da Marinha dos Estados Unidos dirigido ao Congresso com o Plano Anual de Longo Prazo para a construção de embarcações navais confirmou que os seguintes navios foram planejados para serem colocados na reserva.
2022San Jacinto (CG-56), Monterey (CG-61),
Hué City (CG-66), Anzio (CG-68),
Vella Gulf (CG-72), Port Royal (CG-73)
2023Bunker Hill (CG-52), Mobile Bay (CG-53)
2024Antietam (CG-54), Shiloh (CG-67)
2026Chancellorsville (CG-62)

## Navios da classe
| Nome                                         | Número | Construtor           | Lançado ao mar          | Comissionamento         | Descomissionamento     | Status                                                                  | Fonte  |
| Mark-26 lançador de mísseis de braço duplo   |        |                      |                         |                         |                        |                                                                         |        |
| Ticonderoga                                  | CG-47  | Ingalls Shipbuilding | 25 de abril de 1981     | 22 de janeiro de 1983   | 30 de setembro de 2004 | Retirado de serviço, descartado como sucata em 2020                     | [ 5 ]  |
| Yorktown                                     | CG-48  | Ingalls Shipbuilding | 17 de janeiro de 1983   | 4 de julho de 1984      | 10 de dezembro de 2004 | Retirado de serviço, aguardando destino                                 | [ 6 ]  |
| Vincennes                                    | CG-49  | Ingalls Shipbuilding | 14 de janeiro de 1984   | 6 de julho de 1985      | 29 de junho de 2005    | Retirado de serviço, descartado como sucata em 2011                     | [ 7 ]  |
| Valley Forge                                 | CG-50  | Ingalls Shipbuilding | 23 de junho de 1984     | 18 de janeiro de 1986   | 30 de agosto de 2004   | Retirado de serviço, afundando como alvo durante treino de tiro em 2006 | [ 8 ]  |
| Thomas S. Gates                              | CG-51  | Bath Iron Works      | 14 de dezembro de 1985  | 22 de agosto de 1987    | 16 de dezembro de 2005 | Retirado de serviço, descartado como sucata em 2017                     | [ 9 ]  |
| Nome                                         | Número | Construtor           | Lançado ao mar          | Comissionamento         | Porto                  | Status                                                                  | Fonte  |
| Mark-41 sistema de lançamento vertical (VLS) |        |                      |                         |                         |                        |                                                                         |        |
| Bunker Hill                                  | CG-52  | Ingalls Shipbuilding | 11 de março de 1985     | 20 de setembro de 1986  | San Diego, Califórnia  | Em serviço, previsto descomissionamento em 2023                         | [ 10 ] |
| Mobile Bay                                   | CG-53  | Ingalls Shipbuilding | 22 de agosto de 1985    | 21 de fevereiro de 1987 | San Diego, Califórnia  | Em serviço, previsto descomissionamento em 2023                         | [ 11 ] |
| Antietam                                     | CG-54  | Ingalls Shipbuilding | 14 de fevereiro de 1986 | 6 de junho de 1987      | Yokosuka, Japão        | Em serviço, previsto descomissionamento em 2024                         | [ 12 ] |
| Leyte Gulf                                   | CG-55  | Ingalls Shipbuilding | 20 de junho de 1986     | 26 September 1987       | Norfolk, Virgínia      | Em serviço                                                              | [ 13 ] |
| San Jacinto                                  | CG-56  | Ingalls Shipbuilding | 14 de novembro de 1986  | 23 de janeiro de 1988   | Norfolk, Virgínia      | Em serviço, previsto descomissionamento em 2022                         | [ 14 ] |
| Lake Champlain                               | CG-57  | Ingalls Shipbuilding | 3 de abril de 1987      | 12 de agosto de 1988    | San Diego, Califórnia  | Em serviço, previsto descomissionamento em 2022                         | [ 15 ] |
| Philippine Sea                               | CG-58  | Bath Iron Works      | 12 de julho de 1987     | 18 de março de 1989     | Mayport, Flórida       | Em serviço                                                              | [ 16 ] |
| Princeton                                    | CG-59  | Ingalls Shipbuilding | 2 de outubro de 1987    | 11 de fevereiro de 1989 | San Diego, Califórnia  | Em serviço                                                              | [ 17 ] |
| Normandy                                     | CG-60  | Bath Iron Works      | 19 de março de 1988     | 9 de dezembro de 1989   | Norfolk, Virgínia      | Em serviço                                                              | [ 18 ] |
| Monterey                                     | CG-61  | Bath Iron Works      | 23 de outubro de 1988   | 16 de junho de 1990     | Norfolk, Virgínia      | Em serviço, previsto descomissionamento em 2022                         | [ 19 ] |
| Chancellorsville                             | CG-62  | Ingalls Shipbuilding | 15 de julho de 1988     | 4 de novembro de 1989   | San Diego, Califórnia  | Em serviço, previsto descomissionamento em 2026                         | [ 20 ] |
| Cowpens                                      | CG-63  | Bath Iron Works      | 11 de março de 1989     | 9 de março de 1991      | San Diego, Califórnia  | Em serviço                                                              | [ 21 ] |
| Gettysburg                                   | CG-64  | Bath Iron Works      | 22 de julho de 1989     | 22 de junho de 1991     | Mayport, Flórida       | Em serviço                                                              | [ 22 ] |
| Chosin                                       | CG-65  | Ingalls Shipbuilding | 1 de setembro de 1989   | 12 de janeiro de 1991   | Pearl Harbor, Havaí    | Em serviço                                                              | [ 23 ] |
| Hué City                                     | CG-66  | Ingalls Shipbuilding | 1 de junho de 1990      | 14 de setembro de 1991  | Mayport, Flórida       | Em serviço, previsto descomissionamento em 2022                         | [ 24 ] |
| Shiloh                                       | CG-67  | Bath Iron Works      | 8 de setembro de 1990   | 18 de julho de 1992     | Yokosuka, Japão        | Em serviço, previsto descomissionamento em 2024                         | [ 25 ] |
| Anzio                                        | CG-68  | Ingalls Shipbuilding | 2 de novembro de 1990   | 2 de maio de 1992       | Norfolk, Virgínia      | Em serviço, previsto descomissionamento em 2022                         | [ 26 ] |
| Vicksburg (ex-Port Royal)                    | CG-69  | Ingalls Shipbuilding | 2 de agosto de 1991     | 14 de novembro de 1992  | Mayport, Flórida       | Em serviço                                                              | [ 27 ] |
| Lake Erie                                    | CG-70  | Bath Iron Works      | 13 de julho de 1991     | 10 de maio de 1993      | San Diego, Califórnia  | Em serviço                                                              | [ 28 ] |
| Cape St. George                              | CG-71  | Ingalls Shipbuilding | 10 de janeiro de 1992   | 12 de junho de 1993     | San Diego, Califórnia  | Em serviço                                                              | [ 29 ] |
| Vella Gulf                                   | CG-72  | Ingalls Shipbuilding | 13 de junho de 1992     | 18 de setembro de 1993  | Norfolk, Virgínia      | Em serviço, previsto descomissionamento em 2022                         | [ 30 ] |
| Port Royal                                   | CG-73  | Ingalls Shipbuilding | 20 de novembro de 1992  | 4 de julho de 1994      | Pearl Harbor, Havaí    | Em serviço, previsto descomissionamento em 2022                         | [ 31 ] |